# Nawiedzony dom (film 1991)
Nawiedzony dom (The Haunted) – amerykański horror z 1991 roku.

## Treść
Jack Smurl wraz z żoną Janet, rodzicami i dwójką dzieci wprowadza się do nowego domu. Początkowo wszystko układa się dobrze. Niebawem rodzi im się kolejna dwójka dzieci. Jednak wszystko się zmienia, kiedy Janet zaczyna słyszeć głosy i widywać dziwne rzeczy. Wkrótce wszyscy przekonują się, że w domu mieszkają złe duchy. Kościół odmawia rodzinie pomocy, więc rodzina zaczyna szukać wsparcia gdzie indziej...

## Główne role
- Sally Kirkland - Janet Smurl
- Jeffrey DeMunn - Jack Smurl
- Louise Latham - Mary Smurl
- George D. Wallace - John Smurl
- Joyce Van Patten - Cora Miller
- Diane Baker - Lorraine Warren
- Cassie Yates - Dorie Hayden
- John O’Leary - ksiądz Larson
- Hope Garber - ciotka Lily
- Benj Thall - Kid
- Claudette Roche - reporter
- John Asher - Joe